# Microsoft Content Management Server
 (septembre 2020).
Si vous disposez d'ouvrages ou d'articles de référence ou si vous connaissez des sites web de qualité traitant du thème abordé ici, merci de compléter l'article en donnant les références utiles à sa vérifiabilité et en les liant à la section « Notes et références ».
Microsoft Content Management Server (MCMS) est un produit Microsoft destiné aux petites et moyennes entreprises ayant besoin d'une solution de gestion de contenu pour leur site Web, Intranet ou Portail.

## Microsoft Content Management Server 2002
Voici quelques fonctionnalités qu'offre ce produit :
- Édition du contenu en ligne
- Sécurité intégrée et modèle de permissions fondé sur la notion de rôle pour assurer la gestion des auteurs, modérateurs, concepteurs de modèles, gestionnaires de canaux et administrateurs
- Intégration avec Visual Studio .NET 2003
- Quelques containers prêts à l'emploi (il s'agit de sections de page pouvant être éditées)
- Support pour la gestion de contenu multi-langages
- Workflows personnalisables

## Le Futur de Microsoft Content Management Server 2002
Les fonctionnalités de gestion de contenu Web de MCMS 2002 ont été intégrées dans Microsoft Office SharePoint Server 2007. De nouvelles fonctionnalités telles que la gestion du contenu d'entreprise ou l'informatique décisionnelle ont été incluses.

## Support
Le support principal de MCMS 2002 est disponible jusqu'au mois de janvier 2008. Ensuite, le produit entrera dans une période de support étendu jusqu'au mois de janvier 2013.